# Lost Battalion
Pour les articles homonymes, voir Bataillon perdu (homonymie).
Ne doit pas être confondu avec Lost Battalion (Seconde Guerre mondiale).

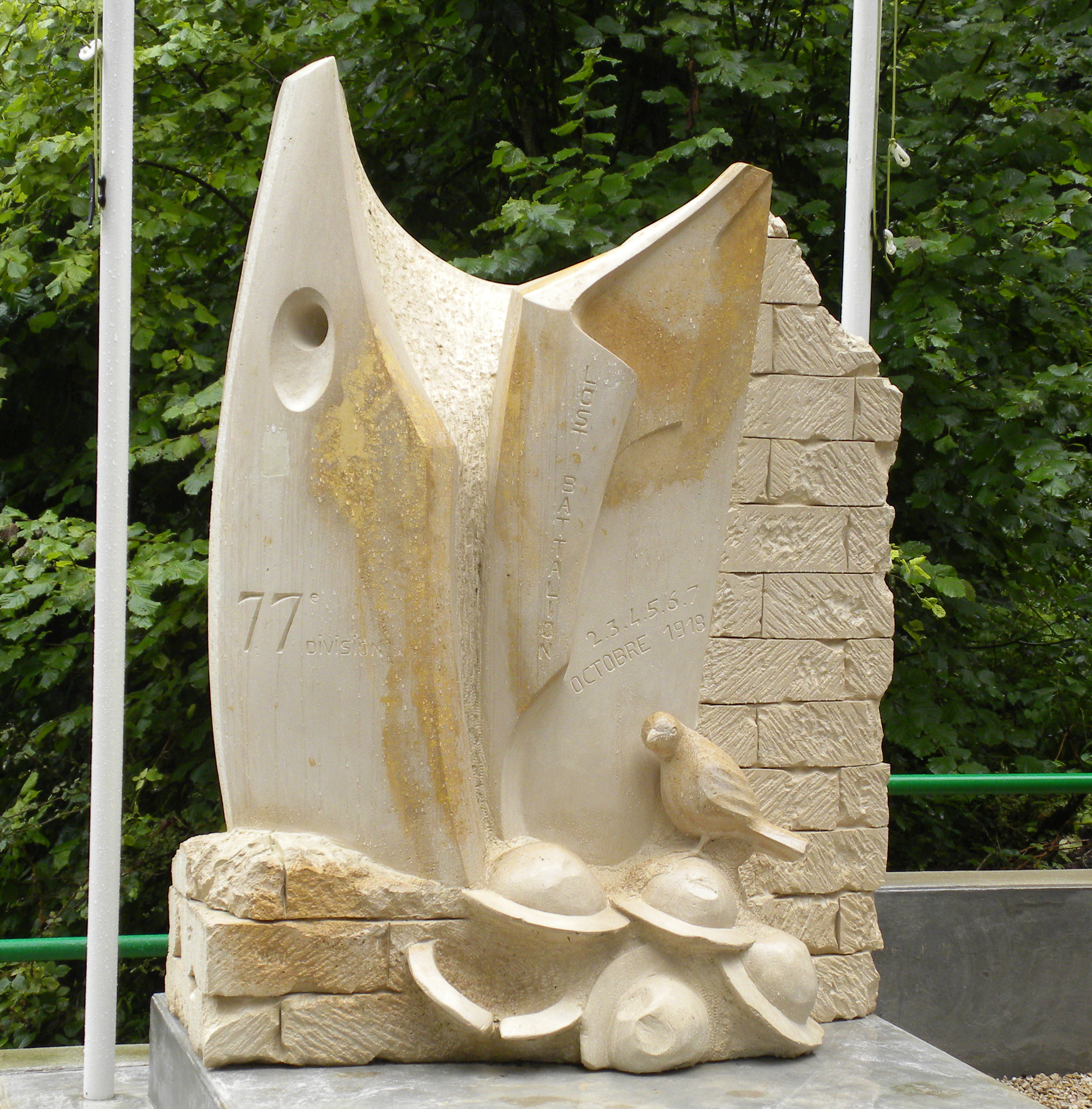
Monument au Lost Battalion.

Le Lost Battalion, ou Bataillon perdu, est le surnom donné aux neuf compagnies de la 77e division d'infanterie américaine encerclées par les forces allemandes pendant la Première Guerre mondiale lors de l'offensive Meuse-Argonne en octobre 1918. Sur un total d'environ 554 hommes sous les ordres du major Charles White Whittlesey,  près de 197 sont tués au combat et 150 sont portés disparus ou faits prisonniers, avant que les 194 survivants soient enfin secourus.

## Déroulement des faits
Lors de l'offensive, alors que les hommes de Whittlesley avancent rapidement, ses flancs droit et gauche ne suivent pas sa progression. Isolé dans un ravin puis encerclé par les forces allemandes, le bataillon subit de lourdes pertes, alors que les unités amies tentent, sans succès, pendant six jours, de le dégager.
Sur les 550 hommes du bataillon, plus de 350 sont tués ou capturés. Restent 194 hommes encore en vie, étant dans l'incapacité d'envoyer un homme porter un message, plusieurs ayant été tués en essayant. Whittlesey décide de recourir à un pigeon voyageur : les deux premiers sont tués ; le troisième, baptisé Dear Friend (cher ami), emporte le message suivant : " Nous sommes le long de la route parallèle à 276,4. Notre propre artillerie lance un barrage directement sur nous. Pour l'amour du ciel, arrêtez-le". La pigeonne décolle ; gravement touchée par l'ennemi, elle réussit toutefois à passer. Elle parcourt les 40 km qui la sépare de son pigeonnier en seulement 25 minutes. Le message permet d'arrêter les tirs de l'artillerie américaine et d'envoyer des renforts au bataillon qui est sauvé.
La pigeonne sera soignée par les vétérinaires militaires avant de recevoir la Croix de guerre avec palmes pour la réussite de ses 12 missions de combat à Verdun. Enoch Clifford Swain, son colombiculteur, sera également récompensé après guerre.
Le téléfilm Le Bataillon perdu s'inspire de ces faits, ainsi que la chanson The Lost Battalion du groupe de power metal suédois Sabaton.